# Blang
Blang (chiń. 布朗族; pinyin Bùlǎng zú) – grupa etniczna w chińskiej prowincji Junnan. Posługują się językiem blang należącym do grupy mon-khmer. Stanowią jedną z 55 oficjalnie uznanych mniejszości etnicznych w Chinach. Ich wierzenia bazują na animizmie i kulcie przodków. Obecne są wpływy buddyzmu therawada.